# Charaxes martinus
Charaxes martinus är en fjärilsart som beskrevs av Rothschild 1900. Charaxes martinus ingår i släktet Charaxes och familjen praktfjärilar. Inga underarter finns listade i Catalogue of Life.